# Église Saint-Adalbert de Providence
L'église Saint-Adalbert (St. Adalbert Church) est une église catholique de Providence (Rhode Island) en Nouvelle-Angleterre (côte Est des États-Unis). Dédiée à saint Adalbert ( Wojciech), l'un des patrons de la Pologne, elle dépend du diocèse de Providence.

## Histoire et description
La paroisse est fondée en 1902 pour les immigrés polonais sous le nom de Parafia św. Wojciecha. C'est l'une des paroisses polonaises parmi les plus anciennes de Nouvelle-Angleterre et la plus ancienne du Rhode Island. Au début, ils construisent de leurs mains une modeste chapelle de bois à Ridge Street, puis une église de briques est construite en 1909 avec une école paroissiale. Les fondations d'une nouvelle église sont bénies en 1922 à son emplacement actuel et la nouvelle église est bénie le 26 septembre 1926.
Elle est construite selon les plans d'Henry Ludorff, architecte  d'Hartford. En briques, elle est de style néo-roman lombard avec un haut campanile à droite de la façade. Celle-ci est éclairée d'une grande rosace.
La nouvelle école paroissiale est bâtie en 1937 et est dirigée par les Sœurs féliciennes venues du Connecticut. Leur nouveau couvent est terminé en 1968. L'école ferme ses portes en 1987. Deux Sœurs féliciennes sont toutefois toujours actives à la paroisse en 2019.
L'extérieur de l'église est restauré en 1993 et l'intérieur en 2001-2002. L'abside en cul de four est décorée d'une fresque de l'Assomption de la Bienheureuse Vierge Marie, tandis que le fond du chœur est décoré d'une fresque de la Crucifixion.
Une messe dominicale est célébrée en polonais et l'autre en anglais (ainsi que la messe anticipée le samedi). Les messes de semaine sont célébrées au couvent.